# Клиноподібні кістки
Клиноподібні кістки (лат. ossa cuneiformia, однина os cuneiforme) — назва трьох кісток заплесна (бічної клиноподібної, проміжної клиноподібної та присередньої клиноподібної).
Розташовані між човноподібною кісткою і першою, другою і третьою плесновими кістками, медіальніше кубоподібної кістки.

## Будова
- Присередня клиноподібна кістка (os cuneiforme mediale) — найбільша з клиноподібних кісток. Розташовується на медіальному боці ступні, антеріоральніше човноподібної кістки і постеріоральніше основи першої плеснової кістки. Латеральніше її розташована проміжна клиноподібна кістка. Зчленовується з чотирма кістками: човноподібною, проміжною клиноподібною, першою і другою плесновими. Передній великогомілковий м'яз і довгий малогомілковий м'яз прикріплюються до цієї кістки[2].
- Проміжна клиноподібна кістка (os cuneiforme intermedium) — найменша з усіх клиноподібних кісток. Має форму клина, з гострим кінцем спрямованим донизу. Розташована між двома іншими клиноподібними (медіальною і бічною), зчленовується постеріорально з човноподібною, антеріорально з другою плесновою і двома іншими клиноподібними по боках.
- Бічна клиноподібна кістка (os cuneiforme laterale) — середня за розміром, також має форму клина, з основою нагорі. Займає центр переднього ряду заплеснових кісток, між проміжною клиноподібною медіально, кубоподібною латерально, човноподібною постеріорально і третьою плесновою антеріорально. Задній великогомілковий м'яз прикріплюється до цієї кістки, також від неї відходить короткий м'яз-згинач великого пальця стопи[2].

### Прикріплення м'язів
| М'яз                            | Напрямок     | Кріплення                      |
| Передній великогомілковий       | Прикріплення | Присередня клиноподібна кістка |
| Довгий малогомілковий           | Прикріплення | Присередня клиноподібна кістка |
| Задній великогомілковий         | Прикріплення | Присередня клиноподібна кістка |
| Короткий згинач великого пальця | Початок      | Бічна клиноподібна кістка      |

## Галерея

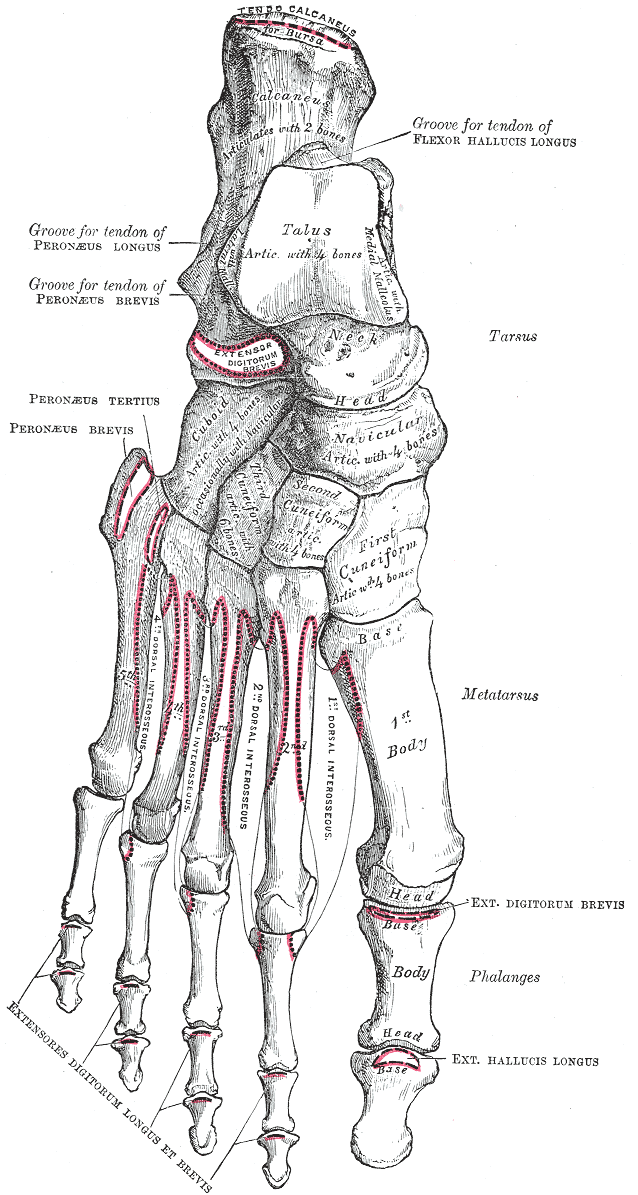
Кістки правої стопи. Дорсальна поверхня. Малюнок з «Анатомії Грея»
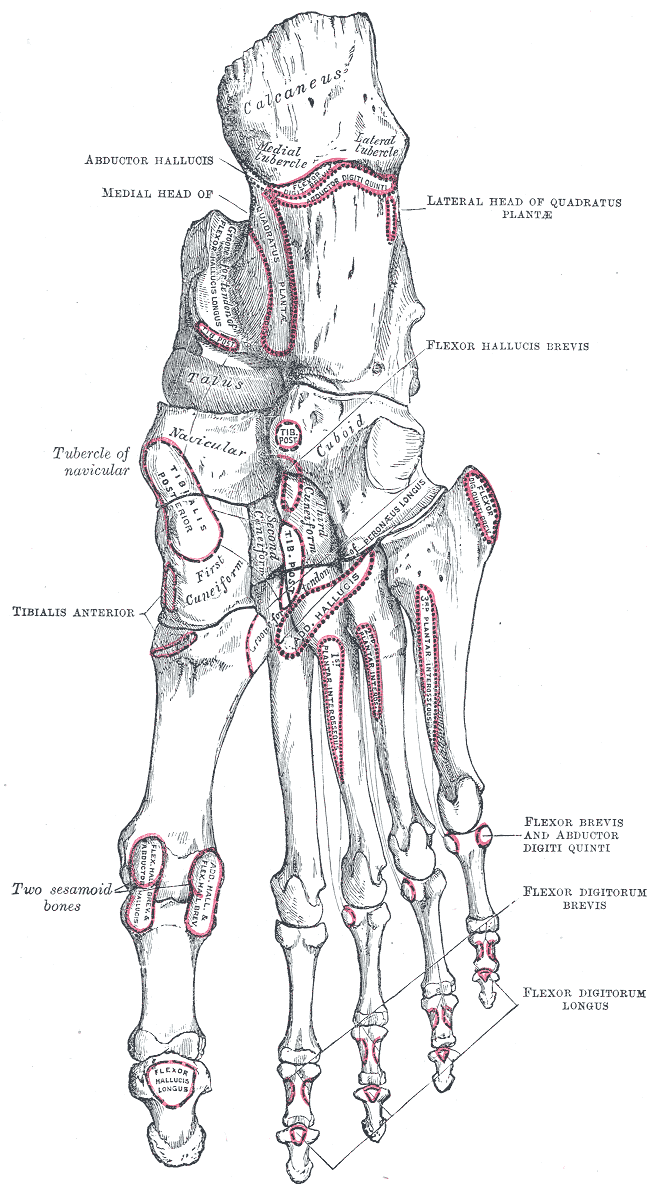
Кістки правої стопи. Підошовна поверхня.
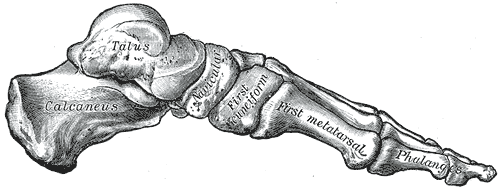
Скелет стопи. Медіальна проєкція.
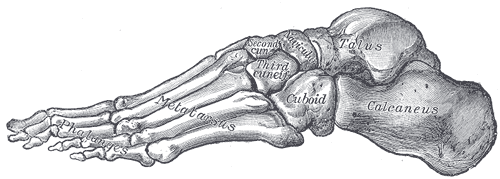
Скелет стопи. Латеральна проєкція.
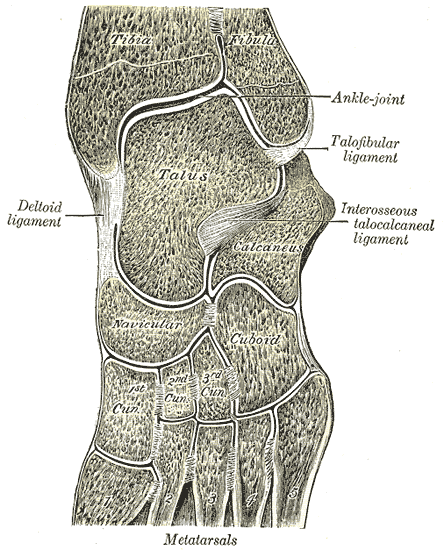
Косий розтин лівих міжпередплеснового і передплесно-плеснового суглобів, що показує синовіальні порожнини.
Кістки стопи.
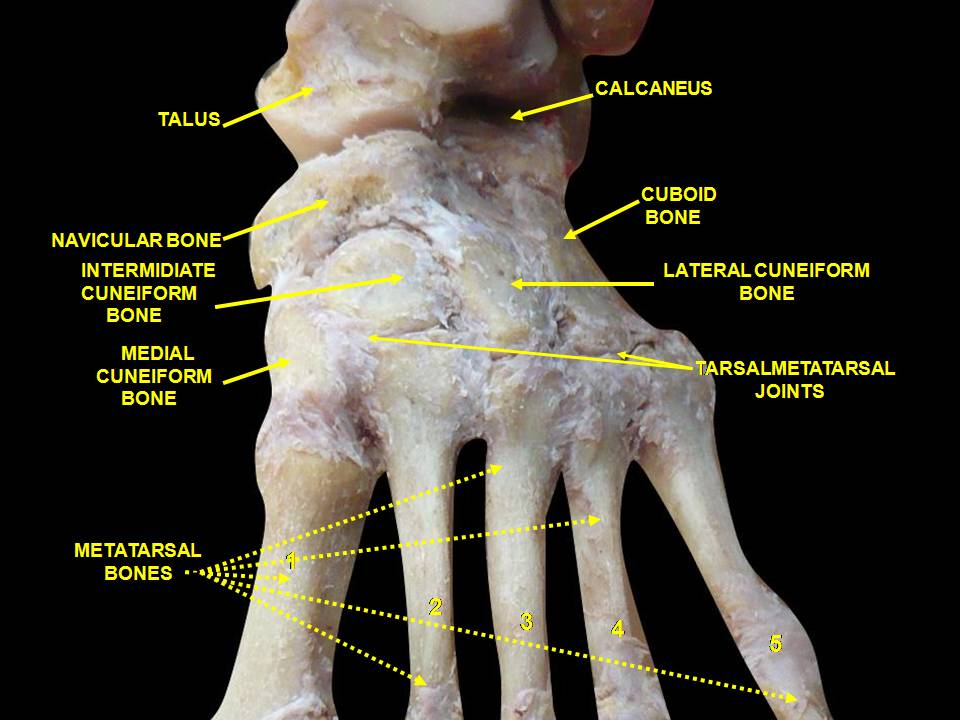
Клиноподібні кістки. Вигляд згори.
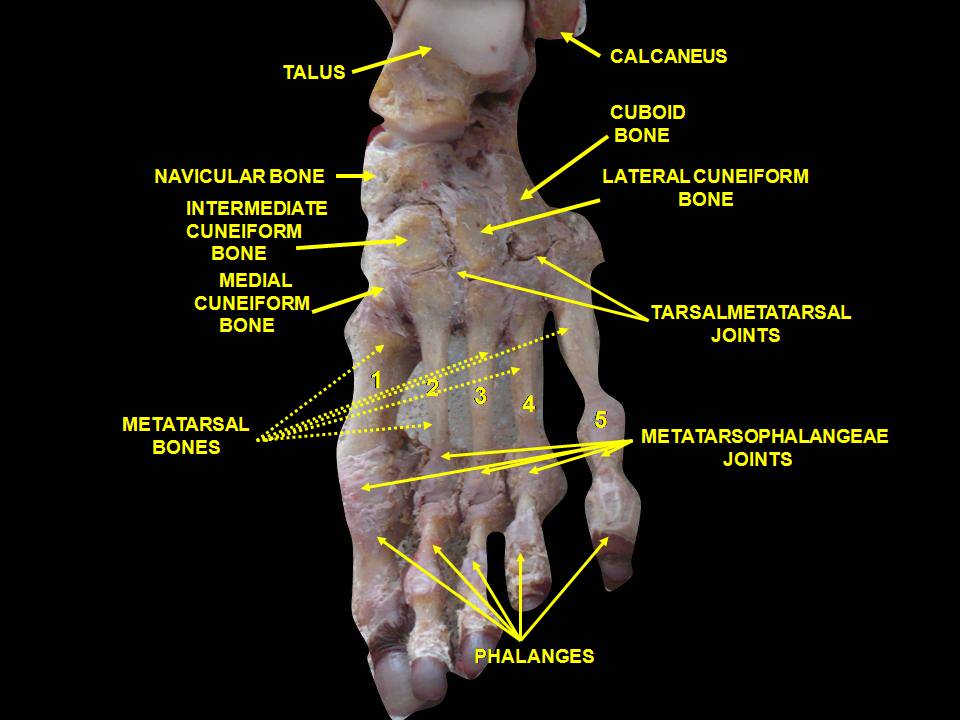
Клиноподібні кістки. Вигляд згори.